# Tretteskjeret
Tretteskjeret est une île norvégienne du comté de Hordaland appartenant administrativement à Bergen.

## Description
Rocheuse et désertique, elle est en grande partie immergée et n'a plus en apparence qu'un rocher de moins de 6 m de long sur une largeur équivalente.